# Buhez ar Sent
Le  Buhez ar Sent  ou  Bue ar Zent , en français « Vie des saints », est un livre religieux publié en Breton en de nombreuses éditions à partir de 1752. Il a connu un succès considérable auprès des familles bretonnes à la fin du XIXe siècle et au début du XXe siècle.

## Les "Vies des saints" duVIIesiècleauXVIIIesiècle

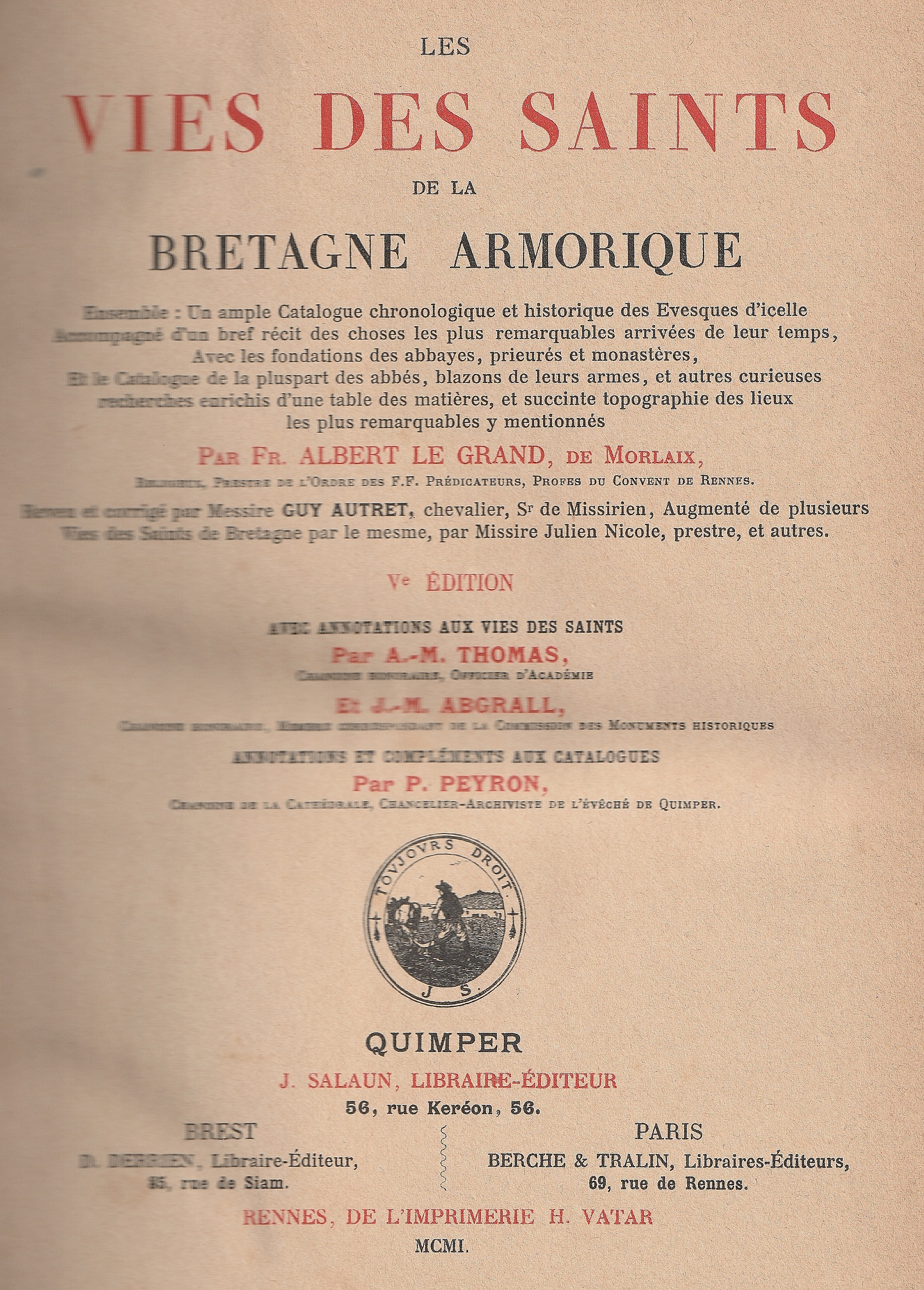
La "Vie des saints de la Bretagne Armorique".

Bien avant la première édition du "Buhez ar Sent"  l’hagiographie était un genre très pratiqué en Bretagne.
La Vie de Saint Samson pourrait avoir été rédigée dès le  VIIe siècle. Les rédactions de "Vies des saints" ont été particulièrement nombreuses à l’époque carolingienne.
Aux XIe siècle et XIIe siècle des évêques écrivent de nombreuses vies de saints locaux.
La Vie de sainte Nonne, "Buez Santes Nonn", est rédigée au XVe siècle.
En 1637 Albert Le Grand compile les vies écrites antérieurement pour écrire sa "Vie, gestes, mort et miracles des saincts de la Bretaigne Armorique" qui sera rééditée jusqu’au XXe siècle.
Dom Gui-Alexis Lobineau publie en 1725 une "Histoire, ou vies des saints de Bretagne, que l'Église honore d'un culte public, et des personnes d'une éminente piété qui ont vécu dans la même province".

## Les éditions du "Buhez ar Sent"

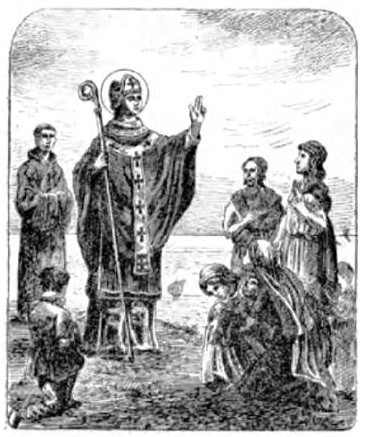
Illustration du "Bue ar zent".

L’abbé Claude-Guillaume Marigo (1693-1759), né à Saint-Coulitz, recteur de Beuzec-Conq, fait paraitre en 1752 la première édition du " Buez ar Saent " qui rassemble, dans l’ordre de l’année liturgique, des vies des principaux saints de l’église catholique auxquelles s’ajoutent des vies de saints bretons.
Le succès de ce livre ne se démentira pas puisqu’une vingtaine de rééditions seront faites jusqu’au XXe siècle avec des modifications, en particulier pour les adapter aux spécificités des différents pays de la Basse-Bretagne.
L’une des dernières versions publiées du "Buhez ar Sent" est celle remise en forme par l’abbé Jean-Marie Perrot qui sera adaptée pour le langage du Trégor par Erwan ar Moal, directeur du journal « Kroaz ar Vretoned » sous le titre de "Bue ar zent".
Au début du XXe siècle le "Buhez ar Sent" était l'un des livres les plus répandus dans les familles bretonnes. Ainsi Pierre-Jakez Hélias témoigne dans son " Quêteur de mémoire " : « A la maison, il y a le livre de la Vie des saints (Buhez ar Zent) en breton dans lequel j'ai commencé mon apprentissage de la lecture avant même d'aller à l'école. »